# Shōnen Matsumura
Shōnen Matsumura (松村松年?, Shōnen Matsumura; Akashi, 5 marzo 1872 – Tokyo, 7 novembre 1960) è stato un entomologo giapponese.

## Biografia
Fondò il primo corso di entomologia presso l'università di Hokkaidō, puntando l'attenzione anche sull'entomologia applicata, sia al settore agricolo, sia a quello forestale. Classificò oltre 1200 specie di insetti del Giappone, e nel 1926 fondò la rivista Insecta Matsumurana. Pubblicò un gran numero di articoli e testi sull'entomofauna giapponese, tra cui 6000 illustrated Insects of Japan-Empire, del 1931.
Le sue collezioni sono conservate presso l'università di Hokkaido, a Sapporo.